# Epinephelus andersoni
Epinephelus andersoni es una especie de peces de la familia Serranidae en el orden de los Perciformes.

## Morfología
Los machos pueden llegar alcanzar los 87 cm de longitud total.

## Distribución geográfica
Se encuentra al sudeste del  Atlántico y al oeste del Índico.